# NGC 7533
NGC 7533 ist eine linsenförmige Galaxie vom Hubble-Typ S0/a im Sternbild Fische auf der Ekliptik. Sie ist schätzungsweise 354 Millionen Lichtjahre von der Milchstraße entfernt und hat einen Durchmesser von etwa 70.000 Lj.
Im selben Himmelsareal befinden sich u. a. die Galaxien NGC 7517, NGC 7524, NGC 7544, NGC 7546.
Das Objekt wurde am 5. Oktober 1864 vom deutschen Astronomen Albert Marth entdeckt.